# District historique de Bandelier CCC
Le district historique de Bandelier CCC – ou Bandelier CCC Historic District en anglais – est un district historique américain dans les comtés de Los Alamos et Sandoval, au Nouveau-Mexique. Protégé au sein du Bandelier National Monument, il a été dessiné dans le style Pueblo Revival, selon les préceptes de l'architecture rustique du National Park Service, notamment par Lyle E. Bennett. Il est inscrit au Registre national des lieux historiques et classé National Historic Landmark depuis le 28 mai 1987.